# 2. divisjon (norsk herrefodbold)
 For alternative betydninger, se 2. division. (Se også artikler, som begynder med 2. division)
2. divisjon (eller PostNord-ligaen) er det tredje niveau i norsk herrefodbold. Rækken består af 28 hold fordelt i 2 puljer. Dette er det højeste niveau, Tippeligaens andethold kan deltage i. Kredsvinderne rykker op i Adeccoligaen (1. division), mens de tre nederste hold i hver kreds rykker ned i 3. divisjon.
Hvis en klub har et hold i både Tippeligaen og 2. divisjon og Tippeligaholdet rykker ned i 1. division, tvangsnedrykkes klubbens andethold til 3. divisjon.
Frem til 1996 bestod 2. divisjon af seks kredse og mellem 1997 og 2000 af otte kredse. Rækken hed 3. divisjon frem til 1990.